# Kråksjön (Finnerödja socken, Västergötland)
Kråksjön är en sjö i Laxå kommun i Västergötland och ingår i Norrströms huvudavrinningsområde. Sjön har en area på 1,15 kvadratkilometer och ligger 137 meter över havet. Kråksjön ligger i Kråksjöåsen Natura 2000-område. Sjön avvattnas av vattendraget Svartån. Vid provfiske har abborre och mört fångats i sjön.

## Delavrinningsområde
Kråksjön ingår i det delavrinningsområde (652998-143025) som SMHI kallar för Utloppet av Kråksjön. Medelhöjden är 146 meter över havet och ytan är 10,33 kvadratkilometer. Det finns inga avrinningsområden uppströms utan avrinningsområdet är högsta punkten. Svartån som avvattnar avrinningsområdet har biflödesordning 2, vilket innebär att vattnet flödar genom totalt 2 vattendrag innan det når havet efter 291 kilometer. Avrinningsområdet består mestadels av skog (72 procent) och sankmarker (15 procent). Avrinningsområdet har 1,15 kvadratkilometer vattenytor vilket ger det en sjöprocent på 11,1 procent.